# In vino veritas (film)
In vino veritas (în engleză Sidways) este un film de comedie american din 2004 regizat de Alexander Payne. În rolurile principale joacă actorii Paul Giamatti și Thomas Haden Church.

## Distribuție
- Paul Giamatti - Miles
- Thomas Haden Church - Jack
- Virginia Madsen - Maya
- Sandra Oh - Stephanie
- Marylouise Burke - mama lui Miles
- Jessica Hecht - Victoria
- Missy Doty - Cammi
- MC Gainey - soțul d-nei. Cammi
- Alysia Reiner - Christine Erganian
- Shake Tukhmanyan - Mrs. Erganian
- Shaun Duke - Mike Erganian
- Stephanie Faracy - mama lui Stephanie
- Joe Marinelli - Frass Canyon Pourer

## Premii și nominalizări
Premiul Asociației Criticilor de Film pentru cel mai bun film 
Premiul Globul de Aur pentru cel mai bun film (muzical/comedie) 
Premiul Gotham Independent Film pentru cel mai bun lungmetraj 
Premiul Independent Spirit pentru cel mai bun film 
Nominalizare - Premiul Oscar pentru cel mai bun film 
Nominalizare - Premiul Producers Guild of America pentru cel mai bun film